# Fóti József Lajos
Fóti József Lajos, született Fischer (Budapest, 1882. február 12. – Budapest, Józsefváros, 1960. november 25.) magyar író, irodalomtörténész.

## Élete
Fischer Zsigmond (1843–1886) kereskedő és Netter Eugénia (1855–1920) fia. Középiskolái elvégzését követően Münchenben, Strasbourgban és a párizsi Sorbonne Egyetemen filológiát és irodalomtörténetet hallgatott. 1906-ban Budapesten filozófiai doktorátust szerzett, majd néhány évet ismét Párizsban töltött, ahol irodalomtörténeti kutatásokat végzett. Hazatérését követően a Libraraire Française könyvszalon tulajdonosa lett. Irodalomtörténeti tanulmányai főleg a Toldi-mondával, Béla király névtelen jegyzőjével és a római Attila-legendával foglalkoztak. Ady Endre számos versét fordította franciára. Munkatársa volt a Figaro és a Comoedia című francia lapoknak. Halálát érelmeszesedés okozta.

## Magánélete
Házastársa Vértes Szeréna (1885–?) volt, Wirtmann Mózes és Schwarcz Julianna lánya, akit 1919. december 29-én Budapesten vett nőül.

## Művei
- A Toldi monda két idegen eredetű epizódja
- A római Attila-legenda
- Góg és Magóg (1913, németül: 1914)
- Der anonyme Notar König Bélas
- Az elbeszélő irodalom egyetemes története
- A tudományos kutatás rendszere
- Les Maitres Conteurs Hongrois (1929)
- André Ady le grand poéte magyar (1930)
- Ady Endre világirodalmi jelentősége (1933)